# Aselefech Mergia
Aselefech Mergia (Etiòpia, 23 de gener de 1985) és una atleta etíop, especialista en la prova de marató, amb la qual ha arribat a ser campiona mundial en 2009.

## Carrera esportiva
Al Mundial de Berlín 2009 guanya la medalla de bronze en la marató, amb un temps de 2:25:32, quedant després de la xinesa Xue Bai i la japonesa Yoshimi Ozaki.